# John Wizards
 (novembre 2015).
Si vous disposez d'ouvrages ou d'articles de référence ou si vous connaissez des sites web de qualité traitant du thème abordé ici, merci de compléter l'article en donnant les références utiles à sa vérifiabilité et en les liant à la section « Notes et références ».
John Wizards est un groupe de musique sud-africain formé au Cap en 2010.

## Membres
Ses membres sont : 
- John Withers (chanteur et guitariste)
- Emmanuel Nzaramba (chanteur)
- Alex Montgomery (claviériste et bassiste)
- Raphaël Degerman (percussionniste et batteur)
- Tom Parker (guitariste)
- Geoff Brink (claviériste)